# Melanagromyza ranibaghae
Melanagromyza ranibaghae este o specie de muște din genul Melanagromyza, familia Agromyzidae, descrisă de Garg în anul 1971. Conform Catalogue of Life specia Melanagromyza ranibaghae nu are subspecii cunoscute.